# Poliquèlides
Els poliquèlides (Polychelida) són un infraordre de crustacis decàpodes.

## Taxonomia
L'infraordre Polychelida inclou 38 espècies en dues famílies:
- Família Eryonidae De Haan, 1841
- Família Polychelidae Wood-Mason, 1874